# مدرسه سلیمیه
مدرسه سلیمیه (انگلیسی: Al-Salimiyah Madrasa) مدرسه تاریخی مربوط به قرن شانزدهم میلادی مربوط به حکومت عثمانی در دمشق، سوریه است.